# GMBH (Organisation)

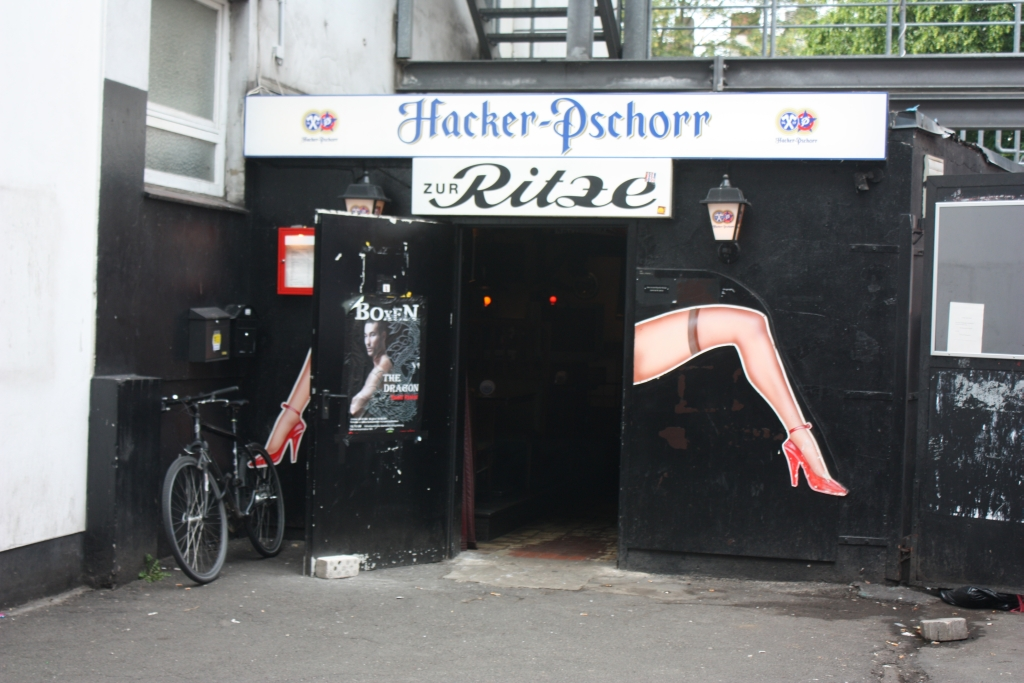
Boxerkneipe Zur Ritze

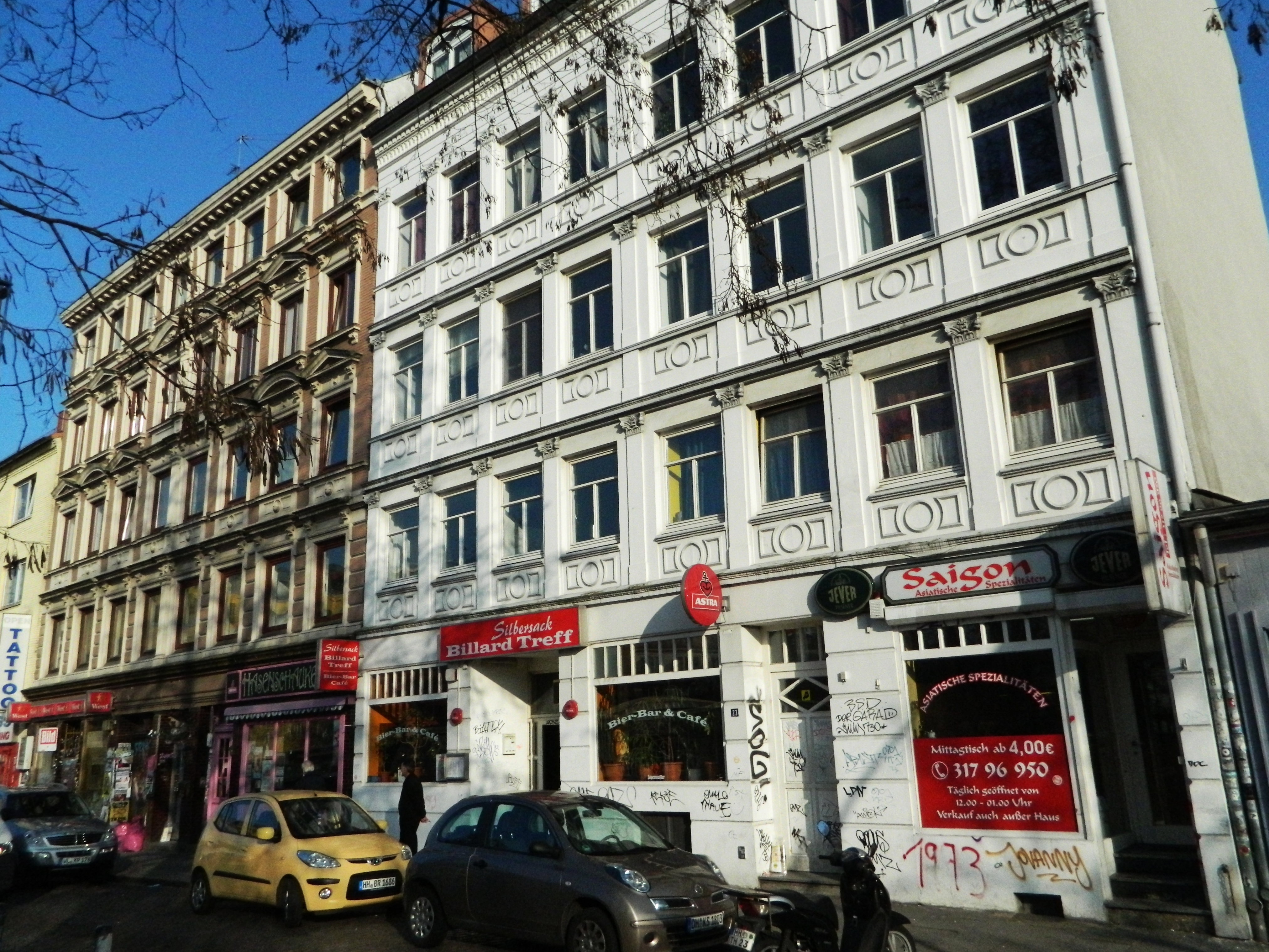
Silbersackstraße, Revier der GMBH

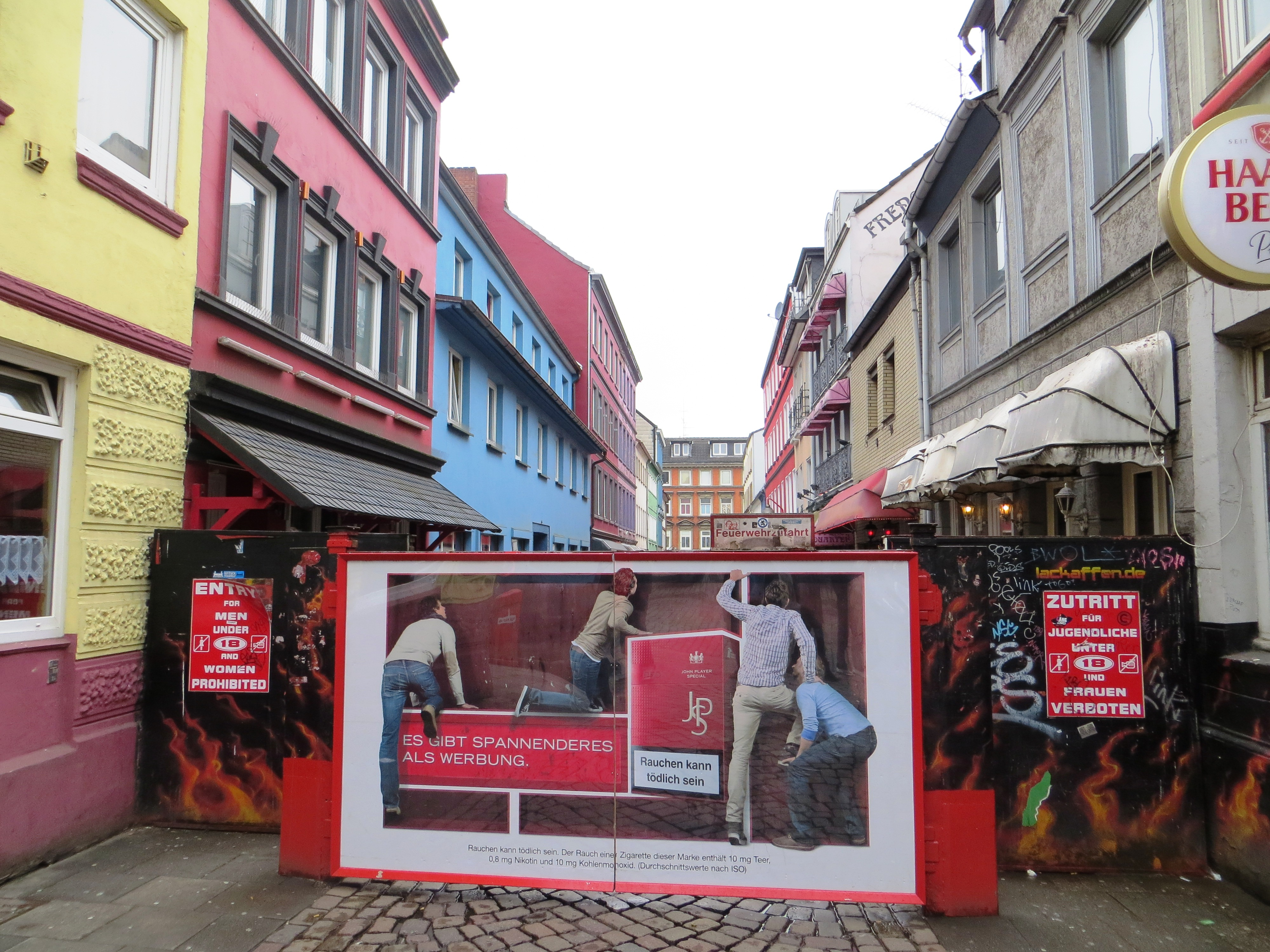
Eingang zur Herbertstraße

Die GMBH war eine Zuhälterorganisation im Hamburger Rotlichtviertel Reeperbahn in St. Pauli, die bis Mitte der 1980er Jahre einen Großteil der Prostitution kontrollierte und in direkter Konkurrenz zur aufstrebenden Nutella-Bande stand.

## Namensherkunft und Gründungsmitglieder
Der Name GMBH spielte einerseits im Sinne einer „Firma“ auf die Unternehmensform GmbH an, setzte sich aber als Akronym aus den Initialen der vier Gründungs- und Vorstandsmitglieder zusammen:
- G – Gerd[2] Glissmann (* 1945), Ex-Postbote, Karatekämpfer und bei der GMBH zuständig für den Bereich Finanzen.[3]
- M – Michael Luchting, (* 1948 Stuttgart; † 1982). Man fand „ihn erhängt in einem Wald in der Lüneburger Heide“.[4] „Der schöne Mischa“, Sohn aus gutem Hause, Bankkaufmann, kam über die Bundeswehr nach Hamburg. Bei der GMBH „Poussierer“ und Frauenbetreuer.[5]
- B – Walter „Beatle“ Vogeler (* 1942; † 2011[6]), Boss der GMBH. Vogeler galt als die schillerndste Gestalt der Gruppe. Er war mit seinen geföhnten Haaren Frisurenfanatiker[7] und fuhr ein zweisitziges SSK-Excalibur Cabrio als Direktimport aus den USA. In seinen Zuständigkeitsbereich fiel „Zucht und Ordnung“ der Gruppe. An seinem Lebensende war er hoch verschuldet.
- H – Harry Voerthmann (* 1938 in Dortmund; † 2016). Voerthmann war Autoliebhaber und hatte eine turbulente Lebensgeschichte[8] aus Dienst in der Fremdenlegion, Zuhälterei und Gefängnisaufenthalte hinter sich gebracht. „Der Hundertjährige“, wie Voertmann auch genannt wurde, verstarb nach jahrelanger Demenz 2016 verarmt in einem Pflegeheim bei Itzehoe.[9]

Die vier Manager der GMBH beschäftigten 120 weitere Zuhälter und erwirtschafteten im Monat über 200.000 DM. Sie hatten ein klares Firmenkonzept und ihre Sparten in Anwerbung („Poussieren“), Finanzen, Immobilien und innere Sicherheit strukturiert. Der Führungsetage GMBH folgte die zweite Riege der Prokuristen, Bordellwirtschafter, Manager mit Stabsfunktion und einfache Sachbearbeiter. Verträge wurden nach einem bestimmten Ehrenkodex auf traditionelle Hamburger Kaufmannsart häufig allein mündlich und durch Handschlag besiegelt.

## Geschichte
Die GMBH war das erste große Zuhälterkartell auf dem Kiez von St. Pauli. Ihnen folgten die Nutella-Bande, die von ihnen scharf bekämpft wurden, die „Hamburger Jungs“/Marek-Bande und die Hells Angels, Charter Hamburg.
Das Revier der Organisation waren die Silbersackstraße (Hauptquartier in der Silbersackstr. Nr. 3) und die beiden Großbordelle Eros-Center und Palais d’Amour. Aus dem Geschäft der Zuhälterei wurden Millionenumsätze und Reinerlöse von mehreren hunderttausend DM erwirtschaftet. Auch der für seine Brutalität berüchtigte Berliner Zuhälter Andreas Marquardt, alias „Karate-Andy“, arbeitete eine Zeitlang als Inkasso-Eintreiber für die GMBH.
Die Organisation, die in ihrem eigenen Vereinslokal tagte, wurde straff geführt und war bekannt dafür, dass sie ihre Prostituierten, die sie abfällig „Hühner“ nannte, häufig ausbeutete und bei Verstößen gegen die internen Regeln misshandelte. Die GMBH war zu großen Teilen am Eros-Center, Reeperbahn Nr. 146, beteiligt und hatte etliche kleinere Beteiligungen wie das Bordell Bel Ami, die aber nicht zu 100 Prozent zur GMBH gehörten. Ähnlich wie die Nutella-Bande legte auch die GMBH großen Wert auf männliches Geschäftsgebaren und Statussymbole wie Sportwagen, teure Uhren etc.
Die GMBH fing mit drei Prostituierten an, expandierte jedoch sehr schnell und begründete die aus ihrer Sicht „Goldene Zeit“ der Prostitution auf St. Pauli, die in den 1970er Jahren begann und in den 1980er Jahren endete, als eine AIDS-Welle und eine Zunahme von Schießereien und Gewalttätigkeiten im Rahmen von Revier- und Verteilerkämpfen registriert wurden und auch die Strafverfolgung durch die Hamburger Polizei verschärft wurde.
Die GMBH löste gegen Ende der 1980er Jahre ihre hierarchischen Strukturen durch eigenen Beschluss auf, um weiteren polizeilichen Maßnahmen zu entgehen. Gerd Glissmann schloss in dieser Zeit die ersten Kontakte zu den Hells Angels, die sich im Eros-Center einkauften.

### Tötungsdelikte im Zusammenhang mit der G.M.B.H. und Nutella-Bande
- 28. September 1981. † Fritz Schroer „Chinesen-Fritz“ Zuhälter und Drogendealer,[11][12] in der Kneipe „Zur Ritze“ erschossen, Täter unbekannt.
- 12. April 1982. † Dieter Mohr, Kneipenbesitzer[13] und Kassier der GMBH und Stellvertreter von Michael Luchting, in Kiel erschossen. Die als Polizisten verkleideten Täter klingelten an der Wohnung des Opfers.
- 31. Mai 1982. † Heinz Dieter Förster, Geldverleiher,[14] genannt der „Wucherer von St. Pauli“, erschlagen in einem Audi aufgefunden.
- 3. Juni 1982. † Dieter Glocke, einflussreicher Zuhälter, starb, nachdem er zwei Tage zuvor von einem VW Variant auf der Reeperbahn überfahren wurde.
- 11. Oktober 1982. † Hans Wenck, Wirtschafter im Eros-Center, erstochen, nachdem er sich in einen Streit zwischen Zuhältern und Prostituierten eingemischt hatte.
- 16. Oktober 1982. † Michael „Schöner Mischa“ Luchting, führendes GMBH-Mitglied, erhängt auf einem Hochsitz bei Thieshope im Landkreis Harburg, möglicherweise erzwungener Selbstmord. Als Täter kamen andere Mitglieder der GMBH, Werner „Mucki“ Pinzner oder eine Kombination von Tätergruppen in Frage.
- 20. Oktober 1982. † Jürgen „Angie“ Becker und † Klaus „SS-Klaus“ Breitenreicher,[15] beide Zuhälter im Eros-Center starben bei einer Schießerei in der Steige „Bel-Ami“. Als Täter kamen Sieghart Schmidt, Karl-Heinz Gebauer und Wolfgang Pohndorf[16] aus dem Täterkreis der GMBH in Frage.
- 25. November 1982	† Frank „Sachsen-Franky“ Schrubarz. Der mit der GMBH in Verbindung stehende Schrubarz wurde von der Ex-Freundin und möglichen Mittätern in seiner Wohnung in der Potosistrasse 33 in Blankenese erschossen.
- 7. Juli 1984 † Jehuda Arzi alias Hans Jenö Müller[17]. In Frankfurt am Main, Konstanz und Kiel aktiver Zuhälter und Drogenhändler wurde durch Werner Pinzner in seiner Kieler Wohnung erschossen, nachdem er vorher damit bedroht wurde, dass man ihm einen Finger abschneiden würde.
- 13. September 1984.	† Peter „Bayern-Peter“ Pfeilmeier. Bordell-Wirtschafter, Teilhaber der Bordelle „Hammer Deich“ und „MB-Club“ in seinem eigenen Pontiac Firebird durch „Mucki“ Pinzner mit einem Kopfschuss getötet.
- 8. November 1984.	† Karl-Hinrich „Charly“ Lienau. Diskobetreiber des „Jingle“ in Pinneberg, Drogenhändler und Zuhälter mit drei Schüssen getötet und in ein Ölfass betoniert[18], welches später im Osterbekkanal aufgetrieben aufgefunden wurde.
- 14. November 1984. † Dietmar „Lackschuh-Dieter“ Traub. Zuhälter im „Palais d’Amour“ und Friseur, wurde in einem Waldstück in Bayern erschossen aufgefunden.
- 8. April 1985 † Waldemar „Neger-Waldi“ Dammer. Zuhälter und Drogenhändler. Geschäftspartner von Stefan Hentschel. Erschossen durch Pinzner und einem Komplizen in seinem Haus, während er mit Komplizen über Kokaingeschäfte verhandeln wollte.
- 14. Juni 1987. † Bernd „Campari-Bernd“ Wünsch, angeblicher Freund vom Auftragsmörder „Mucki“ Pinzner. Erschossen, seine Leiche wurde auf einem Komposthaufen einer Kleingartensiedlung[19] gefunden. Es bleibt unklar, ob es sich um Mord oder Selbstmord handelt.
- November 1987. † Uwe „King Kong“ Bolm, Zuhälter. Bolm wurde mit einer Schrotflinte erschossen.[20] Es existieren verschiedene Tattheorien: 1.) Verhinderung seiner Aussage im Prozess um die Pinzner-Hintermänner; 2.) Streit mit Walter Vogeler von der GMBH oder 3.) Streit mit Geldeintreibern.